# Bảo tàng Thể thao Đua xe trên băng ở Toruń
Bảo tàng Thể thao Đua xe trên băng ở Toruń (tiếng Ba Lan: Muzeum Sportu Żużlowego w Toruniu) là một bảo tàng không còn tồn tại, trước đây tọa lạc tại số 90 phố Broniewskiego, nằm ở phía Tây của thành phố Toruń, Ba Lan. Bảo tàng từng bố trí triển lãm bên trong trung tâm mua sắm Toruń Plaza. Hoạt động của bảo tàng tập trung vào việc triển lãm lịch sử của môn thể thao đua xe trên băng trên phạm vi thế giới. Đây là bảo tàng duy nhất thuộc loại này ở Ba Lan và là bảo tàng thứ ba ở châu Âu.

## Lịch sử
Bảo tàng chính thức mở cửa cho công chúng vào ngày 29 tháng 6 năm 2017. Bảo tàng được thành lập dựa theo khởi xướng của những người đam mê môn đua xe trên băng ở Toruń. Bảo tàng đã đóng cửa vào năm 2019.

## Triển lãm
Triển lãm thường trực của bảo tàng bao gồm các mô tô chuyên dùng cho môn thể thao đua xe trên băng, được sử dụng trong những năm 1960 và 1970, trong số đó là chiếc mô tô đua xe trên băng duy nhất của Ba Lan - chiếc FIS. Ngoài các cuộc triển lãm thường trực, bảo tàng còn tổ chức các cuộc triển lãm ảnh và các cuộc gặp gỡ với người chơi môn thể thao này.